# Директива Европейского союза
Директи́ва Европейского союза (англ. Directive) — тип законодательного акта Европейского союза (ЕС).
В отличие от постановления или регламента, инструментов прямого действия, директива вводится через национальное законодательство. Она обязывает государства-членов ЕС в указанный срок принять меры, направленные на достижение определенных в ней целей.
Директивы — подчиненный инструмент, они должны отображать положение договоров, но они так же, как и договоры, имеют верховенство над национальным правом. Так что, если какое-нибудь государство-член ЕС вовремя не ввело соответствующую директиву в национальное законодательство, она тем не менее имеет силу закона в этом государстве-члене ЕС — участнике Евросоюза, и её нарушение может быть обжаловано в Суде ЕС.
Согласно решению Суда ЕС по делу 41/74, от 04 декабря 1974 года (так называемое дело van Duyn Архивная копия от 4 ноября 2012 на Wayback Machine), директива получает прямое действие в следующих случаях:
1. Истек предельный срок трансформации директивы в национальное законодательство;
2. Положения директивы достаточно точны и безусловны (прямого действия не приобретают нормы-цели и нормы-задачи);
3. Директива содержит права частных лиц в отношении государства, которые должны защищаться судами государств-членов ЕС;
4. Директива регулирует «вертикальные» правоотношения (между частными лицами и публичной властью), а не «горизонтальные» (частных лиц между собой).